# Cacatua sulphurea
Catatua-pequena-de-crista-amarela ou catatua-sulfúrea (Cacatua sulphurea) é uma espécie de ave da família Cacatuidae. É endémica da Indonésia e Timor-Leste.